# موتسانیب
موتسانیب (به انگلیسی: Motesanib) یک ترکیب شیمیایی با شناسه پاب‌کم ۱۱۶۶۷۸۹۳ است. 